# Estádio Armando Picchi (Jesolo)
Stadio Armando Picchi é um estádio de futebol situado na cidade de Jesolo, Itália. É o estádio da equipe do Città di Jesolo que joga na primeira divisão italiana.

## História
O estádio tem actualmente capacidade para 4.000 lugares e adquiriu o nome em homenagem ao famoso jogador do Inter de Milão, Armando Picchi.